# Ašdod
Ašdod (hebrejski: אַשְׁדּוֹד), izraelski grad na obali Sredozemnog mora. Šire područje, koje se proteže dužinom od 10 km obalom Mediterana. Ašdod je peti po veličini grad u Izraelu, s 207.800 stanovnika, na površini od 48 kvadratnih km. 